# Вильясис, Николас де
Николас де Вильясис-и-Ариас (исп. Nicolás de Villacis y Arias) (09.09.1616, Мурсия, Испания — 08.04.1694, там же) — выдающийся испанский живописец XVII века, творивший в стиле барокко, ученик Диего Веласкеса.

## Биография
Николас де Вильясис родился 9 сентября 1616 года в Мурсии, в Испании в семье буржуа. Его отец был торговцем тканью и генеральным депозитарием городского суда. В 16 лет Николас отправился в Мадрид, где обучался живописи у Диего Веласкеса. Затем он учился в Риме, в Италии, где в 1643 году подружился с Франческо Торриани и женился на его сестре. В Италии он открыл мастерскую, но, не добившись больших успехов, в 1650 году вернулся в Мурсию.
Здесь его самой известной работой стали росписи темперой церкви монастыря Святой Троицы в Мурсии. В 1835 году церковь и монастырь были превращены в казармы, некоторые фрагменты фресок были спасены в 1867 году Хуаном Альбасете, и ныне хранятся в Музее изобразительных искусств Мурсии., построенном на месте монастыря. Сохранились и другие работы художника: «Портрет трех друзей», «Голова монаха», «Кавалер в шляпе», «Священник с аколитом (помощником)» и «Ангел». Последней известной картиной Николаса де Вильясиса стал «Портрет Коррехидор Пуэйо» (1680).
Он умер 8 апреля 1694 года в Мурсии, в Испании.